# 国際特許
国際特許（こくさいとっきょ）または世界特許（せかいとっきょ）とは、単一の手続によって取得可能、かつ、多数の国で有効な特許という仮想的な概念である。このような特許は現在のところ概念上だけのもので、実際には存在しない。特許権は国別（一部地域別）の独立した権利であり、それぞれの国（地域）で権利を主張するためには、その国（地域）ごとに個別に権利を取得する必要がある。
なお、PCT特許という語も使われるが、特許協力条約 (PCT) は単一の手続で多数の加盟国に出願した効果を得られる制度であって、その後の特許取得のための手続きは各国別に行う必要がある。

## 概要
日本をはじめとする各国の特許庁では、究極的な目標として多数の国で容易に特許を取得できる仕組みの実現を目指しており、これが世界特許と呼ばれたこともある。
「国際特許」「世界特許」「PCT特許」と混同されがちな既存の制度としては以下のものがある。
国際出願
出願願書を特許協力条約（PCT）に従い提出することでPCT加盟国において出願したことと同じ効果を与える出願制度。この制度は出願の部分のみを共通化するもので、特許を取得するためにはさらに国別に手続きが必要であって、国際的に共通な特許権を取得できる制度ではない。
工業所有権の保護に関するパリ条約（パリ条約）
ある国にした出願をもとにして、他の国へ出願することを容易にするために、優先権制度などを定めている。例えば、日本に日本語で出願すると同時に、アメリカに英語で出願するのは負担が大きいが、優先権制度を利用すれば、日本出願から1年以内の外国出願であれば、日本出願の時にされたと同様に扱われる。ただし、優先権制度は出願日の認定の取り扱いを定めたもので、特許の可否は各国の裁量権に委ねられている。
特許審査ハイウェイ
決められた国同士において、第1国で特許可能と判断された出願を第2国で簡易な手続きにより早期審査を受けることができる制度であり、本質は早期に権利を取得可能にしようというものである。
なお、出願とは、発明内容がどうであれ、所定の料金を添えて所轄官庁へ定められた様式に沿った書類を提出することに過ぎず、出願を以って直ちに所轄官庁が発明内容を評価したり特許権などの法的効力を与えるものではない。